# Christmas Is Here!
Christmas Is Here! è il settimo album in studio del gruppo musicale statunitense Pentatonix, pubblicato nel 2018.

## Tracce
1. What Christmas Means to Me – 2:54
2. Rockin' Around the Christmas Tree (Brenda Lee cover) – 2:07
3. It's Beginning to Look a Lot Like Christmas – 2:23
4. Grown-Up Christmas List (featuring Kelly Clarkson; Amy Grant cover) – 4:41
5. Greensleeves (Interlude) – 0:59
6. Sweater Weather (The Neighbourhood cover) – 3:22
7. When You Believe (featuring Maren Morris) – 3:52
8. Waltz of the Flowers – 2:00
9. Here Comes Santa Claus (Gene Autry cover) – 2:36
10. Making Christmas – 2:12
11. Where Are You, Christmas? – 3:30
12. Jingle Bells (with orchestra) – 1:54

## Formazione
- Scott Hoying - voce, cori
- Mitch Grassi - voce, cori
- Kirstin Maldonado - voce, cori
- Matt Sallee - voce, cori
- Kevin Olusola - voce, cori